# Duivelsberg (Limburg)
De Duivelsberg is een heuvel in het noordelijk deel van het Heuvelland gelegen bij Oirsbeek, gemeente Beekdaelen in de Nederlandse provincie Limburg. De 107,5 meter hoge heuvel vormt een deel van een heuvelrug die de overgang vormt tussen het Plateau van Doenrade en het beekdal van de Kakkert.
De Duivelsberg ligt vlak ten noorden van Oirsbeek (Gracht) en ten zuiden van Doenrade. De heuvel wordt van de westelijker gelegen Schatsberg gescheiden door de Hagendoorngrub en van de oostelijker gelegen Beukenberg door de Tomkensgrub. Deze grubben komen aan de voet van de heuvel samen en dalen vervolgens verder af naar het Kakkertdal. Het hoogteverschil tussen de top en de voet van de heuvel bedraagt circa 25 meter. 
De heuvel bestaat voornamelijk uit landbouwgronden. Op de zuidwestelijke helling zijn restanten van een hellingbos gelegen.